# Once Upon Another Time
Once Upon Another Time là một đĩa mở rộng của nữ ca sĩ kiêm sáng tác nhạc người Mỹ Sara Bareilles, phát hành vào ngày 22 tháng 5 năm 2012.
Đĩa đơn đầu tiên, "Stay", đã được phát hành trong dịp Record Store Day năm 2012, với định dạng đĩa 7" vinyl, cùng với đĩa vinyl mặt B "Beautiful Girl".

## Tiếp nhận về mặt thương mại
EP này mở đầu tại vị trí thứ 8 trên Billboard 200, với hơn 31,000 bản được tiêu thụ trong tuần lễ đầu tiên. Nó rơi xuống vị trí thứ 66 trong tuần lễ thứ hai và sau đó rơi khỏi Top 100.

## Danh sách bài hát
Tất cả các ca khúc được viết bởi Sara Bareilles.
| STT              | Nhan đề                        | Thời lượng |
| ---------------- | ------------------------------ | ---------- |
| 1.               | "Once Upon Another Time"       | 5:25       |
| 2.               | "Stay"                         | 4:24       |
| 3.               | "Lie to Me"                    | 4:00       |
| 4.               | "Sweet as Whole"               | 4:39       |
| 5.               | "Bright Lights and Cityscapes" | 5:55       |
| Tổng thời lượng: | Tổng thời lượng:               | 24:23      |

## Những người thực hiện

### Các nhạc công
- Sara Bareilles – dương cầm, guitar mộc và guitar điện, ukelele, tổng hợp, harmonium (bài 1), hát chính
- Ruby Amanfu – hát hòa âm (bài 2)
- David Angell – vĩ cầm (bài 2)
- The Collective – giọng nền
  - Apple Mac
  - Scott Attrill
  - DB7
  - Jim Sullivan
- David Davidson – vĩ cầm (bài 2)
- Sam Farrar – tổng hợp, bass guitar, bộ gõ
- Ben Folds – drums, bass guitar, dương cầm, chuông
- Sari Reist – cello (bài 2)
- Leslie Richter – giọng hòa âm (bài 4)
- Kristin Wilkinson – viola (bài2)

### Sản xuất
- Sản xuất chính, phối khí – Ben Folds
- Kỹ sư, hòa âm – Joe Costa
- Trợ lý kỹ sư – Leslie Richter
- Đảm nhiệm – Bob Ludwig